# توا بورگناین
توا بورگناین (انگلیسی: Tova Borgnine; ۱۷ نوامبر ۱۹۴۱ – ۲۶ فوریهٔ ۲۰۲۲) زنان در کسب‌وکار اهل نروژ بود. وی بین سال‌های ۱۹۶۵ تا ۲۰۲۲ میلادی فعالیت می‌کرد.